# Parallelo (geografia)

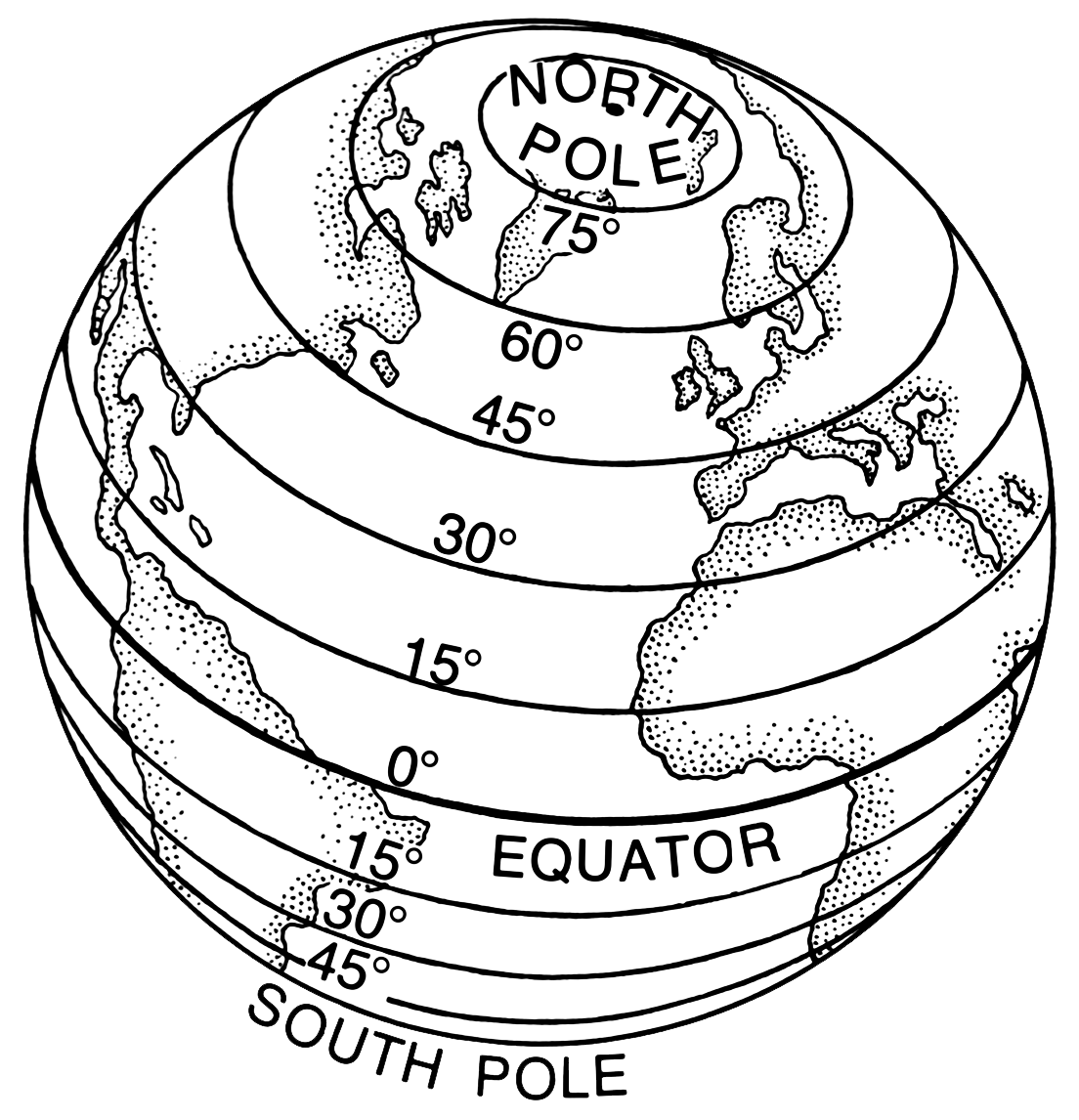
Paralleli

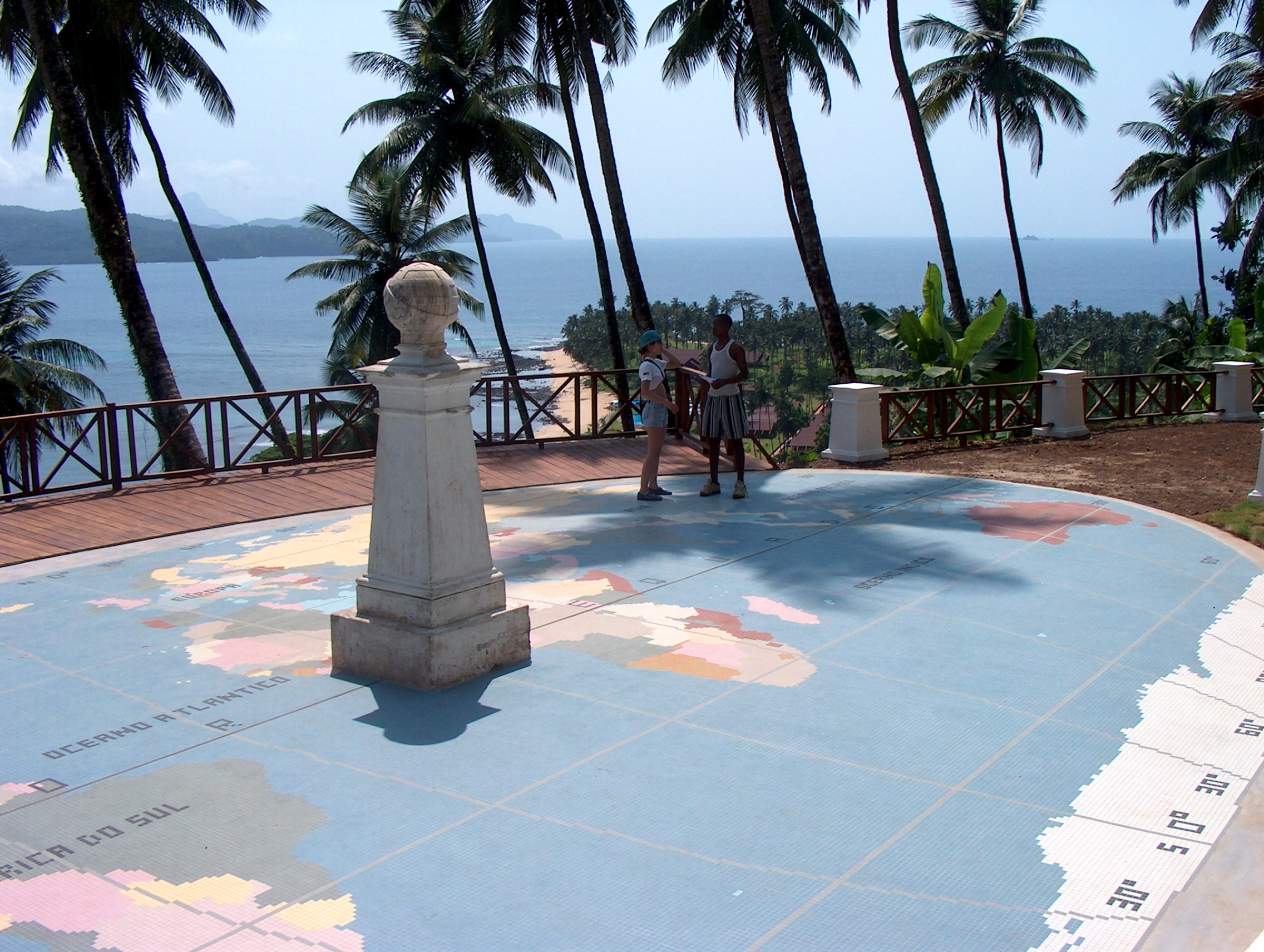
L'Equatore, il parallelo zero a Ilhéu das Rolas, a São Tomé e Príncipe

Un parallelo è una circonferenza ideale che si ottiene intersecando la superficie terrestre con un piano perpendicolare all'asse di rotazione e dunque parallelo al piano equatoriale.
I paralleli, che devono il loro nome all'essere geometricamente paralleli al piano dell'equatore, formano sulla Terra delle circonferenze immaginarie perpendicolari all'asse terrestre, via via più piccole man mano che si avvicinano ai due poli terrestri.
Per ogni punto della superficie terrestre passa un solo parallelo, che è utilizzato in geografia per stabilire la posizione di una determinata località sulla superficie terrestre, poiché ne rivela la latitudine (che si misura in gradi).

## Storia
Il primo studioso che elencò una serie di località poste approssimativamente alla stessa latitudine, usando così per la prima volta un parallelo, fu Dicearco, allievo di Aristotele. L'uso di paralleli e meridiani si diffuse nel periodo ellenistico e fu reintrodotto nell'Europa moderna in seguito alla pubblicazione della Geografia di Claudio Tolomeo.
L'edizione di quest'opera stampata nel 1477 a Bologna fu la prima nella quale sulle carte era disegnata la griglia di paralleli e meridiani.

## Descrizione
Benché i paralleli siano in numero infinito, spesso vengono indicati con un ordinale quelli aventi per latitudine un numero intero di gradi. In tal modo questi paralleli "ordinali" sarebbero complessivamente 181 (90 a nord e 90 a sud, e 1 coincidente con l'equatore), poiché i poli stessi vengono considerati paralleli degeneri. Il parallelo maggiore, equidistante dai due poli, è l'equatore stesso, che divide la Terra in due emisferi uguali, l'emisfero australe a sud, e l'emisfero boreale a nord.
Altri paralleli caratteristici sono il circolo polare artico, il circolo polare antartico, il tropico del Cancro e il tropico del Capricorno.

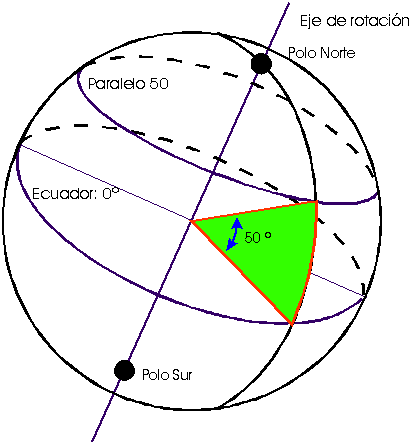
Nella figura è evidenziata la latitudine come "arco di meridiano". Analogamente la longitudine è rappresentabile come "arco di parallelo"

Attraverso i paralleli si può definire la latitudine, cioè la misura dell'angolo fra un determinato punto (preso sul proprio parallelo) e l'equatore. La longitudine è l'angolo tra un punto preso sul proprio meridiano e il meridiano principale di Greenwich. Pertanto si è soliti definire la latitudine anche come "arco di meridiano" e la longitudine come "arco di parallelo". Alcuni paralleli sono usati come confini tra due Stati o regioni.